# CHAI (밴드)

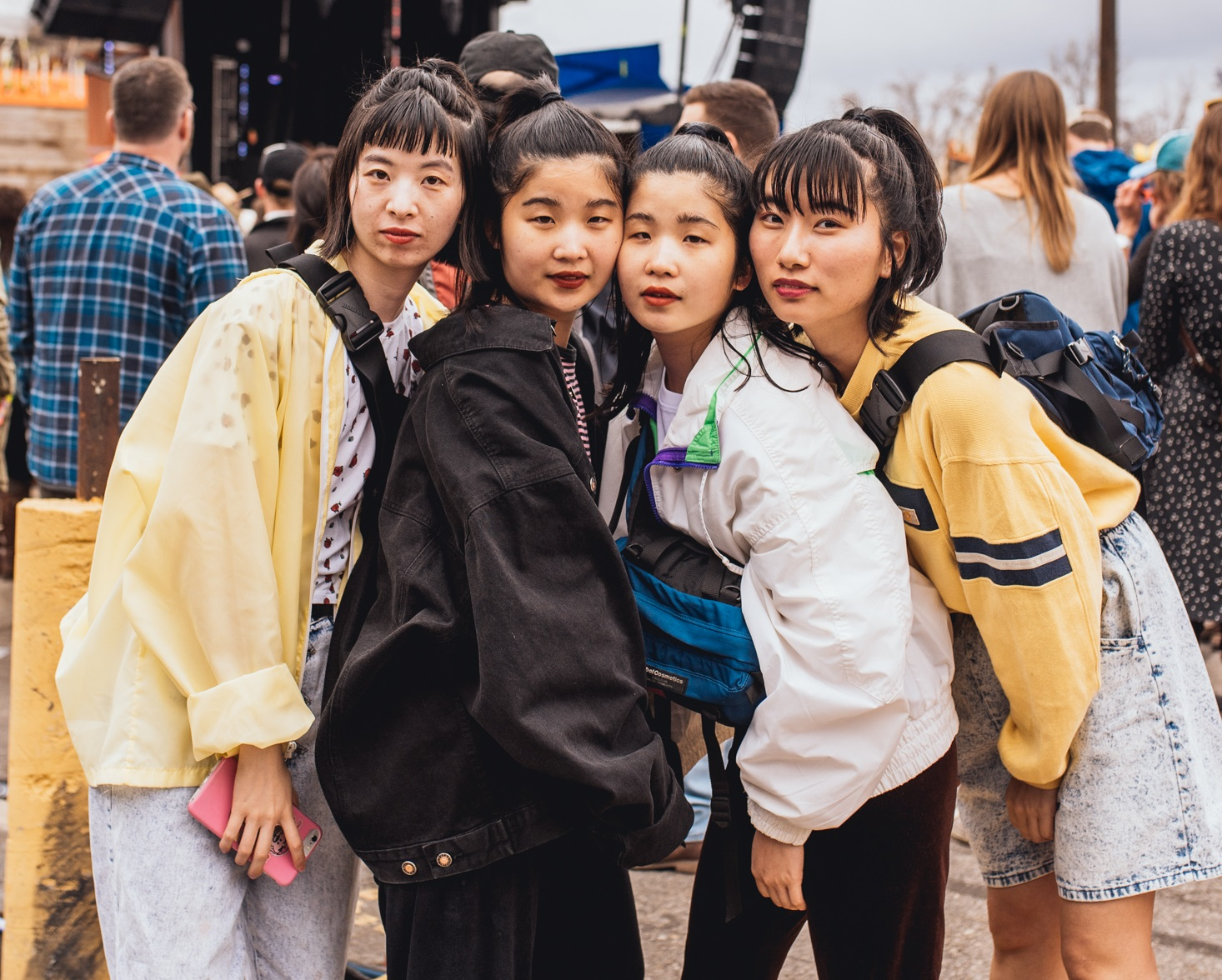
2019년에 촬영한 CHAI의 사진

CHAI는 일본 나고야시에서 결성한 록 밴드이다. 마나, 카나, 유우키와 유나로 구성되어 있다. 2012년 결성되어 2017년 첫 정규 음반 “Pink”를 발매했다.

## 음악
마나가 밴드의 주 보컬리스트이며, 나머지 세 멤버가 백업 보컬이다. 마나는 키보드를 연주하고, 카나는 기타를 연주하며, 유나와 유우키는 각각 드러머와 베이시스트를 담당하고 있다. 대부분의 곡은 마나가 카나가 함께 노래를 작곡하며, 보통 마나가 노래를 부르면 카나가 기타를 치는 것을 휴대폰의 보이스 메모 애플리케이션을 통해 작업하는 방식을 하고 있다. 유우키는 가사를 쓰며, 모든 멤버가 각 노래의 편곡에 참여한다.

## 디스코그래피
| 제목 | 정보 | 최고 순위 | 최고 순위   |
| 제목 | 정보 | 오리콘    | 빌보드 재팬 |
| ---- | --- | --------- | ----------- |
| Pink | - 발매일: 2017년 10월 25일 - 레이블: 오테모얀 레코드, 버거 레코드, 헤븐리 레코딩스 - 포맷: CD, 디지털 다운로드, LP, 카세트, 온라인 스트리밍 | 41        | 45          |
| Punk | - 발매일: 2019년 2월 13일 - 레이블: 오테모얀 레코드, 버거 레코드, 헤븐리 레코딩스 - 포맷: CD, 디지털 다운로드, LP, 카세트, 온라인 스트리밍  | 50        | 72          |
| Wink | - 발매일: 2021년 5월 21일 - 레이블: 서브팝, 오테모얀 레코드 - 포맷: CD, 디지털 다운로드, LP, 카세트, 온라인 스트리밍                        | 92        | 82          |

### EP
| Hottaraka Series (ほったらかシリーズ, "Irresponsible Series")      | - 발매일: 2015년 8월 22일 - 레이블: 유 피스, 그랜드 퍼시픽 워크 - 포맷: CD, 디지털 다운로드                       | —  | —  |
| Homegoro Series (ほめごろシリーズ, "Backhanded Compliment Series") | - 발매일: 2017년 4월 26일 - 레이블: 오테모얀 레코드 - 포맷: CD, 디지털 다운로드                                   | —  | —  |
| Wagama-mania (わがまマニア, "Selfish Mania")                       | - 발매일: 2018년 5월 9일 - 레이블: 오테모얀 레코드, 버거 레코드 - 포맷: CD, 디지털 다운로드, LP, 카세트, 스트리밍 | 33 | 43 |
| "—"는 차트에 오르지 못하였다는 것을 의미한다.                      | |    |    |

## 공식 웹사이트
- CHAI  - 공식 웹사이트